# 상표가치희석
상표가치희석(Trademark dilution)은 유명 상표와 동일 또는 유사한 상표를 사용함으로써 유명 상표의 제품 또는 서비스의 식별력을 떨어뜨리는 것을 말한다.희석화 이론은 원래 부정경업소송(영․미․불에서의 action for passing
off)과 관련하여 판례법에 의하여 발전하였다.

## 미국
상표가치희석은 문제상표가 저명상표와 경쟁하지 않아 소비자들이 두 상표를 혼동할 가능성이 없더라도 인정된다. 미국의 25개 주는 법률을 제정하여, 그 밖의 주는 커먼로에 기하여 상표가치희석이 있는 경우 문제상표의 저명상표권자가 사용중단을 요청할 수 있다고 인정해 오다가, 1995년에 미 연방법인 Federal Trademark Dilution Act(FTDA)가 제정됨으로써 뒤늦게나마 관련 법이 통일되게 되었다.

### 저명성 판단기준
다음 8개 사항을 예시하였고 법원은 그 밖의 다른 사항을 저명성 여부를 결정하는 데 참작할 수 있다.
1. 상표의 본질적인 식별력이나 획득된 식별력의 정도
2. 상표가 사용된 상품 또는 서비스와 관련한 상표의 사용의 기간과 범위
3. 상표의 광고와 선전 기간 및 범위
4. 상표가 사용된 거래지역의 지리적 범위
5. 상표가 사용된 상품 또는 서비스의 판매 경로
6. 거래지역이나 거래경로에서의 상표소유자와 금지명령을 구하는 자가 사용한 상표의 인지의 정도
7. 제3자가 사용한 동일 또는 유사한 상표의 사용태양 및 범위
8. 상표가 1981. 3. 3자 법 또는 1905. 2. 20자 법 또는 주등록부상에의 등록되어 있는지 여부

## 종류
상표의 희석은 대체로 상표의 약화에 의한 희석(dilution by blurring)과 손상에 의한 희석(dilution by tarnishment)의 두 가지가 있다.

### 인터넷 도메인의 경우
1996년 1월 16일 연방상표 희석화법(The Federal Trademark Dilution Act of 1995, H.R. 1295, PL 104-98)을 제정하였고, 이 법은 유명 상표를 희석화하는 행위를 "상품서비스를 식별하고 구분하는 저명상표의 능력을 감소시키는 행위"라고 하고 있는데, 이 법에 의해 보호되는 대상의 하나가 도메인 네임이다.

##### 판례
- 미국의 1998년 사건인 Panavision International v. Toeppen에서 피고 Toeppen은 www.panavision.com 도메인을 등록하면서 일리노이주 파나시의 공중촬영사진을 웹사이트에 게재하였다. 피고는 도메인 사냥꾼로 anavision社에 되팔기 위하여 ‘panavision.com’과 ‘panaflex.com’을 등록하자 Panivision은 Toeppen이 ‘panavision.com’을 포기할 것을 요구하였으나 Toeppen은 오히려 그 대가로 13,000 달러를 요구하였다. Panavision이 이를 거부하자, Toeppen은 Panavision의 상표인 Panaflex를 ‘panaflex.com’으로 등록하는 것으로 대항하였다. 미국항소법원은 파나비전 사의 상표가치 희석이 발생하였다고 판시하였다. Panavision과 Panaflex라는 상표의 성격, 등록되어 있다는 것 그리고 장기간 사용되었다는 것에 기초하여 식별력이 있거나 유명한 상표라고 하였고 Toeppen이 이를 판매하기 위한 의도는 “상업적인 이용”이며, 그의 행위는 Panavisoin의 상표를 희석하였다고 판시하였다.
- 1997년 Planned Parenthood Federation of America, Inc. v. Richard Bucci에서 피고은 원고가 가족계획, 임신, 성병, 낙태 등에 관한 정보를 제공하자 이를 비난 내지 비판하기 위하여 원고의 웹사이트랑 유사한 명칭을 도메인네임으로 사용하였다. 미국법원은 이 경우에도 상표법이 적용된다고 하였다. 법원은 Bucci가 PPFA의 사이트를 방문하고자 하는 자들을 의도적으로 유인하여 PPFA 사이트에 방문하는 것을 방해하였으며, PPFA가 제공하는 서비스를 이용하지 않도록 설득하려 했다고 하였는데, 이러한 행위는 소비자를 혼동할 가능성이 있다고 결론내렸다.

## 한국

### 판례
“‘국내에 널리 인식된’의 의미는 국내 전역에 걸쳐 모든 사람에게 주지되어 있음을 요하지 않고, 국내의 일정한 지역 범위 안에서 거래자 또는 수요자들 사이에 알려진 정도로써 족하며, 널리 알려진 표지인지 여부는 그 사용기간, 방법, 태양, 사용량, 거래범위 등과 거래의 실정 및 사회통념에 비추어 객관적으로 널리 알려졌느냐의 여부가 판단의 기준이 된다.”
- 그 상표 자체로서는 그 주지 또는 저명한 상품 등에 사용된 타인의 상표와 유사하지 아니하여도 양 상표 구성의 모티브, 아이디어 등을 비교하여 그 상표에서 타인의 저명상표 또는 상품 등이 용이하게 연상되거나 타인의 상표 또는 상품 등과 밀접한 관련성이 있는 것으로 인정되어 상품의 출처에 오인·혼동을 불러일으킬 염려가 있는 경우에는 등록될 수 없다. 인용상표들("Mickey Mouse", "Minnie Mouse")은 과거 수십년 전부터 텔레비전을 통하여 방영된 만화영화 “Mickey Mouse”로서 또한 그 만화의 주인공들인 암수 생쥐 “Mickey Mouse”와 “Minnie Mouse”로서 세계에 널리 알려져 있고, 우리나라를 비롯한 세계 여러 나라에서 만화에 부착되어 오랫동안 텔레비전 방송 등의 방법으로 사용되고 선전되어 옴으로써, 우리나라의 수요자 간에 널리 인식되어 있는 저명상표라고 보았으며, 출원상표 "Mickey & Minnie"에서 인용상표 "Mickey Mouse", "Minnie Mouse"가 용이하게 연상되고, 밀접한 관련성이 있는 것으로 인식되어 상품의 출처에 오인·혼동을 불러일으킬 염려가 있다고 판시하였다.[5]

## 참고 문헌
- 상표 희석화 이론의 적용 요건에 관한 검토, 2007년, 송재섭 세창출판사 / 창작과권리.
- 상표의 희석행위 금지청구와 입증책임 - 2007년, 박준우 한국비교사법학회.
- 상표법상 유명상표와 관련한 희석화이론에 대한 연구, 2001년, 정수영 연세대학교
- 구애경, 상표 희석화의 법리에 관한 연구, 이화여자대학교 대학원: 법학과 2001. 8
- 함유정, 유명상표의 보호에 관한 제고찰 : 희석화이론을 중심으로. 2003년.
- 도메인네임에 관한 쟁점 및 그 사례분석
- 金玎垠, 사이버 공간에서의 商標의 稀釋化에 관한 小考[깨진 링크(과거 내용 찾기)]

## 같이 보기
- 사이버스쿼팅
- 연방상표법